# Княз Михаил (улица)
„Княз Михаил“ (на сръбски: Улица кнеза Михаила/Ulica kneza Mihaila) е главната пешеходна и търговска зона в Белград и е защитена от закона като една от най-старите и ценни забележителности на града. Наречена на Михаил Обренович, княз на Сърбия, тя включва редица сгради и имения, построени в края на 1870-те години.
Дългата един километър улица Княз Михаил е защитена през 1964 г. като пространствена културно-историческа единица, първият паметник на културата от този тип в Белград. През 1979 г. е издигната до Пространствена културно-исторически единица с голямо значение и като такава е защитена от Република Сърбия.

## История

### Римски период
Улицата следва централната мрежа на римския град Сингидунум, като един от основните пътища за достъп до града съответства на съвременната улица днес. Основната ос на градско развитие е била по улицата, която е била основният комуникационен път (via cardo).
Оригиналната земно-дървена крепост се е простирала около Студентски площад и улица Княз Михаил. В този участък са открити най-старите римски гробове, датирани от I и началото на II век. Термите се намират на улица Чика Любина. Също така в Чика Любина през 2008 г. са открити останки от къщата от 4-ти век, която включва частта от пода и прага на главната входна врата. Части от стените са били украсени със стенописи. За отвеждане на водата от съвременната местност Кумодраж е използван акведукт. По някое време се свързвал с акведукта от Мокри луг и след това продължавал към каструма. И Мокри луг, и Кумодраж са хълмове, така че естественият наклон е позволявал водата да тече надолу към Сингидунум. Акведуктите минават през модерния център на Белград, Теразие и по Княз Михаил.
Когато през 2004 г. започва копаенето на бъдещия търговски център Ражичева, са открити останки от антични и късноантични слоеве, както и останките от югозападния вал и двоен изкоп в посока на улица Крал Петър. Изкопът от III век е затрупан и пълен с монети, лампи, керамика и делви. До тази местност, на ъгъла на Княз Михаил и Крал Петър, е открита площ, настлана с калдъръм от 2 век. Това е обществено пространство, разположено точно преди входа на крепостта. При почти всеки строеж в Княз Михаил и съседните улици, където се копае, се откриват останки. През 2008 г. на улица Чика Любина са открити останки от къща от 4-ти век, която включва частта от пода и прага на главната входна врата. Част от стените са били украсени със стенописи. Подобни находки са открити в Koсанчичев венац и Тадеуш Кошчушког. Останки от римския каструм от 2-ри век са открити под Taдеуш Кошчушког по време на реконструкцията през юни 2009 г. Те са консервирани и повторно погребани. На улица „Цинцар Янкова“ са открити пет гроба от края на I век, както и три канала. Археолозите очакваха да открият югоизточно трасе на каструмните укрепления, но поради масовото запустяване в района и заравняването на терена, трасето е било унищожено навреме.

### Османска и австрийска окупации
По време на османското робство, през първата половина на 16 век, османците ремонтират стария римски акведукт и построяват нов покрай улицата с чешми, тъй като кварталите не могат да се развиват без вода. Те построили и градини и пет джамии с прилежащи махали. Когато австрийците окупират Белград през 1717 г., те разрушават старите къщи и джамии и построяват нови сгради.

### 19 век
Управляващият княз на Сърбия Александър Караджорджевич построил фонтан (чешма), която станала известна като Делийски фонтан, по името на тогавашната улица. Три пъти е разрушаван и строен през 19 век. Четвъртото прераждане на фонтана, което стои и до днес, е изградено през 1987 г. в рамките на основна реконструкция на улицата, която я адаптира в пешеходна зона. Сегашният фонтан не е на същото място като старите и не е идентичен архитектурно, но е запазил много елементи от старите проекти.
Улицата не е била непрекъсната пътна артерия по това време, а е била последователност от по-малки алеи. Освен улица Делийска, която е кръстена по време на Османската империя, други участъци са наречени от Министерството на вътрешните работи на 8 февруари 1848 г.: Калемегданска (участък от съвременната улица Крал Петър до парк Калемегдан) и Войводина (от Крал Петър до Теразие). От Делийската улица е останал кратък участък, който днес е успореден на съвременната улица „Княз Михаил“. Това е единствената белградска улица, чието име е оцеляло от османския период.
В средата на 19 век горната част на улицата граничи с градината на княз Александър Караджорджевич. След прилагането на регулационния план на Белград от 1867 г. от Емилиян Йосимович улицата скоро придобива сегашния си вид и архитектура. Планът на Йосимович бележи началото на по-широката метаморфоза на града от ориенталски към западен урбанизъм. Преди Йосимович само кратка част от днешната улица Княз Михаил, наречена Делийска улица, всъщност е съществувала като улица. Строителството на новата улица започва през пролетта на 1869 г. Планът на Йосимович успешно трансформира съществуващата незавършена пътека в правилна улица, която директно свързва центъра на Белград с крепостта, като по този начин установява директна комуникация между вътрешните и външните квартали. Градът основава първата си комисия за именуване на улици през 1864 г. Комисията работи 6 години и Княз Михаил е първата улица, която те кръщават.
Там са построени къщи от най-влиятелните и най-богатите семейства на сръбското общество, повечето от които търговци. През 1870 г., две години след убийството на принц Михаил Обренович, градските власти официално наименуват улицата - Улица Княз Михаил, вместо Делийска. Кафана Хайдук Велко, разположена на улицата, е първото място, където белградчани могат да чуят фонографа през 1896 г., а през 1906 г. става първото кино в града.

### 20 век
В началото на 20-ти век богатият търговец Влада Митич открива първия универсален магазин в Белград, на номер 41. Това е първата сграда, специално проектирана да бъде голям, модерен магазин. Митич внедрява новости като забавяне на плащането и модернизирана реклама на стоките.
Няколко години след войната новите комунистически власти забраняват религиозните шествия, литиите, твърдейки, че са пълни с „реакционни елементи“. Когато архиепископът на Кентърбъри посещава Белград през май 1946 г., огромна тълпа от хора се събира спонтанно на Кнез Михаил, образувайки ефективно шествие. Виждайки това като скрито антирежимно събитие, властите изпращат агентите на ОЗНА от щаба им в съседния Oбиличев венац. Последва масов побой над участниците в шествието, който довежда до десетки ранени и арестувани.
Млади доброволци, членове на Младежките трудови акции, участват в реконструкцията на улицата през 1949 г. През 1980 г. е приет подробният регулационен план за улицата и историческата й околност, който изтича през 2021 г.
В края на 20 век от предимно търговска зона се превръща в културен център на града. През 1987 г. се извършва основна реконструкция на Княз Михаил и превръщането й в пешеходна зона. След шест месеца строителни работи улицата е открита на 20 октомври 1987 г. Тя е павирана с черни гранитни плочи от Ябланица, докато фонтан за пиене, изработен от бял мрамор от Венчац, е издигнат в памет на бившата Делийска чешма, която е била по-нататък надолу по улицата. Въведена е и несъществуваща преди това дъбова алея през средата на улицата, така че като ретро изглеждащи свещници, които приличат на историческите, газови. Паметна плоча на Емилиян Йосимович е поставена до ресторант „Руски цар”. По време на реконструкцията, когато е премахната старата настилка, е открита стара плоча, посветена на младите опълченци, възстановили улицата през 1949 г., и двете плочи сега са изложени една до друга.
Целият проект на реконструкцията е разработен от архитекта и урбанист Бранислав Йовин. Работите започват през май 1987 г. и завършват за шест месеца, на 20 октомври. Те включват и въвеждане на парно отопление, което затваря 28 отделни механични помещения на улицата. Експертна комисия се опитва да промени проекта, особено асфалтирането на дългата 940 м отсечка от „Руски цар“ до парк Калемегдан. Участъкът, широк от 16 до 28 м и покриващ 13 500 м2 площ, трябвало да бъде павиран с 8 см дебели гранитни плочи от Ябланица, но комисията се противопоставя на това. Институтът за опазване на паметниците на града пък възразява срещу засаждането на дъбовата алея с 14 дръвчета, тъй като и преди реконструкцията на улицата не е имало дървета. Йовин успява да прокара и двете си идеи. През 1988 г. е реконструирана и зоната около Албания Палас, хотел „Мажестик” и кино „Ядран”, а в участъка от улицата, където тя се влива в Площада на Републиката, са поставени нов фонтан и миниамфитеатър.

### 21 век
Съобщава се, че от средата на 2010 г. голяма част от недвижимите имоти на улицата са собственост на сръбски магнати от онова време като Драган Джурич, Мирослав Мишкович, Миодраг Костич, Филип Цептер, Радомир Живанич, Воин Лазаревич, Тахир Хасанович и Радивое Дражевич и помещава съответните им бизнес дялове.
През октомври 2020 г. е обявен нов, подробен план за регулация. Районът е ограничен от улиците Княз Михаил, Крал Петър, Узун Миркова, Студентски площад, Васе Чарапич, Площад на републиката, Сремска, Маршал Бирюзов, Карице Милице, Кара Лазара, Грачаничка и Парижка и обхваща 18 ха. Историци на изкуството и природозащитници предлагат разширяването на пространствената единица на Княз Михаил (декларирана през 1964 г.), за да включи Площада на републиката, зелената зона по улица Парижка и блоковете около двореца Албания.

### Забележителни сгради
- Хотел Сръбска круна, намиращ се на ул. Княз Михаил 56, е построен през 1869 г. в стил романтизъм. По онова време той е смятан за най-модерния хотел в Белград. Между 1945 и 1970 г. в тази сграда се помещава Националната библиотека на Сърбия. Днес в сградата се помещава библиотеката на град Белград.
- Къщата на Марко Стоянович, ул. „Кнез Михайлова“ 53-55, е построена през 1889 г. като частен дом на адвокат Марко Стоянович в ренесансов стил. В сградата се е помещавала Художествената академия, създадена през 1937 г., а сега се помещава галерията на Академията.
- Блок от частни домове, ул. „Княз Михаил“ 46, 48 и 50, построен през 1870 г., представлява началото на прекъсване на традиционната „балканска“ архитектура. Всяка от трите сгради е оформена по един и същ начин, преходен стил от романтизъм към ренесанс. Блокът се състои от три сгради:
- Къщата на Христина Кумануди, намираща се на улица „Княз Михаил“ 50, е построена през 1870 г. като ъглова сграда на кръстовището на улиците „Княз Михаил“ и „Дубровачка“ (по-късно преименувана на улица „Крал Петър“) от сръбския търговец и банкер от гръцки произход Йован Кумануди, който също е бил известен инвеститор и предприемач в недвижими имоти. Преди да бъде построена, съществуваща едноетажна къща на мястото (частната резиденция на Йован Кумануди, където той също е имал магазин) била съборена. Кумануди кръщава новата сграда на съпругата си Хрисанта, известна още като Христина. За известен период от края на 19 век в новопостроената сграда се помещава Френско-сръбската банка, а по-късно консулствата на Белгия и Великобритания. По-късно сградата е закупена от Никола Д. Кики (1841-1918), белградски търговец от арумънски произход. След смъртта си, в завещанието си, той завещава сградата (заедно с два други градски имота) на организацията, наречена Белградска търговска младеж, при условие, че те използват средствата, генерирани от трите имота, за да създадат болница наречена Дарение Никола и Евгения Кики, което Кики предвиждал да предоставя медицинска помощ и услуги на бедни и унизени търговци. Между 1937 и 1940 г. на ул. „Звечанска“ 9 е построена болница.
- Механа Кристина, намираща се на улица „Княз Михаил“ 48, построена през 1869 г. като административно-търговска сграда, в която братя Кръстич откриват хотел със същото име и където се провеждат заседанията на Градската асамблея на Белград до построяването на собствената сграда на Асамблеята. Днес в сградата се помещават офисите на Сръбско движение за обновление (SPO), магазин за дрехи Moна, книжарница Плато, а от 2004 г. ресторант Виа дел Густо.
- Къщата на Велко Савич, намираща се на улица Княз Михаил 46, построена през 1869 г. като жилищна къща с магазини. Претърпява много промени спрямо първоначалния си вид. От 1950 г. в него се помещава ресторант „Коларач“.
- Сградата на Сръбската академия на науките и изкуствата, намираща се на ул. Княз Михаил 35, построена от 1923 до 1924 г. по плановете от 1912 г. на Драгутин Джорджевич и Андра Стеванович, в академичен стил с елементи на сецесион. В сградата се помещава библиотеката на Академията, една от най-богатите в Белград, както и архивите на Академията, съдържащи множество материали за сръбската история, а освен това на приземния етаж - галерията на Академията, заедно с лекционна зала, книжарница и антикварен магазин.
- Сграда на Никола Спасич, ул. Княз Михаил 33, построена през 1889 г. по проект на архитект Константин Йованович в ренесансов стил, като жилищна къща на белградския търговец Никола Спасич (1840-1916).
- Пасаж на Никола Спасич, ул. Княз Михаил 19, построен през 1912 г. в стил сецесион.
- Кафе-сладкарница „Гръцка царица“, ул. „Княз Михаил“ 51, построена през 1835 г. в стил академизъм. Една от най-старите запазени сгради в старото ядро на Белград, първоначално е помещавала хан на име Деспотов хан, докато Йован Кумануди не го закупува и променя името му на „На гръцката кралица“.
- Кафене и ресторант „Руски цар“, ъгълът на улиците Княз Михаил и Oбиличев венац, построен през 1926 г. в стилове късен Арт Нуво и ранен Арт Деко.
- Хотел „Русия“, ул. „Княз Михаил“ 38, построен през 1870 г. и пристроен през 1920 г. Днес в него се помещават офиси на фирма „Руднап“.
- Прогрес Палас, ул. Княз Михаил 27. Бивше място на известната десетилетия стара художествена галерия „Себастиян“ в Белград. През 1996 г. градът разрешава на фирма „Прогрес“ да построи сграда вместо нея, но фирмата поставя условието на града част от улицата да остане галерия. След време тя става известна като „Галерия Прогрес“. През юни 2019 г. разпадащата се компания решава да продаде сградата част по част и една от секвестираните части е галерия, като компанията поиска 6 милиона евро за нея. Градската администрация се намесва, като заявява, че или купувачът ще бъде длъжен да продължи с предвиденото използване на пространството като галерия, или градът ще вземе галерийното пространство като събираемост за дълговете, които „Прогрес“ има към града. Градската управа също така настоява галерията да бъде обявена за паметник на културата, което е потвърдено от правителството през август 2019 г. Бронзовата статуя на Меркурий на въртящ се пиедестал, монументалното стълбище и други елементи ще трябва да бъдат запазени. Управата твърди, че намерението е вместо това да отвори игрална зала или кафене и поиска правителството да спре продажбата. „Прогрес“ намалява цената до 5,3 милиона евро, но се отказва от продажба през май 2020 г.

## Днес
Княз Михаил е често предпочитано място за срещи на белградчани. Улицата е обявена за една от най-красивите пешеходни зони в Югоизточна Европа и постоянно гъмжи от хора и туристи. Хиляди хора се разхождат по улицата всеки ден, тъй като това е най-краткият път от Теразие до парка и крепостта Калемегдан.
На улицата се намират Сръбската академия на науките и изкуствата, Институт Сервантес, Гьоте-институт, Френският институт на Сърбия, както и много други водещи магазини и няколко кафенета.
През декември 2006 г. списание BusinessWeek включва улицата като едно от забележителните места за коледно пазаруване в Европа. Могат да се намерят международни марки дрехи като Mango, Zara и Zara men, Gap, Nike men and women, Replay, Diesel, Terranova, Sephora, New Look, Swarovski, Cesare Paciotti, Tally Weijl, Miss Sixty, Bata, Bally, Aldo, Adidas, Vapiano, Monsoon Accessorize и много други магазини.
Освен това на Княз Михаил се намират представителствата на различни авиокомпании като Aeroflot, flydubai, Emirates, Qantas, Turkish Airlines, Qatar Airways, Ethiopian Airlines, Singapore Airlines и Air France.
От гледна точка на стойността на недвижимите имоти, имотите в и около улица „Княз Михаил“ са сред най-скъпите в Белград. Последното потвърждение за това се случва в края на ноември 2007 г., когато парцелът от 485 м2, принадлежащ на държавната компания Югоекспорт, е продаден за 15 милиона евро, което прави около 32 000 евро на квадратен метър (~ 35 741 долара към цени от август 2016 г.).

### Търговски център „Ражичева“
В края на улицата, между Княз Михаил и Узун Миркова, е изграден голям комплекс с търговски център Ражичева. Това е било мястото на къщата на политика Тома Вучич Перишич. Тя е разрушена през 1950 г. и е построено тролейбусното кръгово кръстовище, наречено Ражичева, след улицата. През 2000 г. е обявен конкурс за архитектурен дизайн на това място и печелившият проект е този на Милан и Владимир Лояница. През 2003 г. тролейбусите са премахнати от мястото, а през 2009 г. е издадено правителствено разрешение за строителство. Самото строителство е мъчително и продължително. Колегите архитекти на двамата са предимно против проекта. Зоран Маневич, бивш президент на Клуба на архитектите, го нарича „чудовищие“, докато членът на Академията по архитектура Бранко Бойович казва, че има много културни проблеми, поради които не трябва да бъде построен, като посочва само един от тях, римски останки в цялата тази част на Белград, които са плитки и запазени под земята. Друг проблем е реституцията, тъй като много обекти са конфискувани от югославските комунистически власти след Втората световна война. Строежът се проточва с години. Израелският инвеститор ABD, дъщерна компания на Ashtrom, посочва като причини за това дългия и сложен процес на получаване на разрешителни, нерегламентирана собственост на имотите, археологически проучвания и финансови проблеми поради световната икономическа криза. Комплексът се състои от търговския център, първия изграден в центъра на Белград, с 15 300 m2 площ, който е открит на 14 септември 2017 г. Има и подземен гараж с 450 паркоместа. Много по-голяма част от комплекса е заета от луксозния хотел Мама Шелтър с 60 000 m2 площ, който е открит през март 2018 г.
Критиките към проекта продължават, както за местоположението му в старата част на центъра на Белград, така и за външния вид на самата сграда, която е описана като неподходяща архитектура за местоположението или като „чуждо тяло в Княз Михаил“. Архитект Боян Ковачевич казва, че сградата е два пъти по-голяма от това, което е било разрешено в началото и че с капацитета и външния си вид тя е синоним на насилието над града. Той пита: „Ражичева носи ли късмет на Белград? Едва ли“. Писателят и бивш посланик Драган Великич го нарича „архитектурна мерзост в сърцето на Белград - стоманени челюсти на търговския център, които погълнаха сградата на Градската библиотека“, наричайки сградата „Ражичева пещера“. Архитектът Слободан Малдини казва, че проектът е унищожил както археологическото находище, така и архитектурното ядро на града и че защитената зона на Княз Михаил е унищожена от него.
Известният сръбски архитект Михайло Митрович обаче похвалва проекта, като казва, че той е гордостта на съвременната архитектура в света. Проектът е отличен с наградата за архитектура на Архитектурния салон на Белград, а архитектът Снежана Ристич написва: „Има много спорове за този обект. Хората са против модерния обект в старото градско ядро и искат да видят полирана, еклектична къща като тези, едни с фасади от 19-ти век; други намират много качество в тази модерна сграда за съвремието; трети смятат, че търговски център изобщо не трябва да се строи, а вместо това трябва да се построи някакво културно място; четвърти все още имат носталгични спомени за открито пространство и кръгово движение на тролейбуси“. Архитект Бранислав Стойков също похвалва сградата и малкия площад от страната на Княз Михаил, като посочва, че архитектът е победил инвеститора, тъй като сградата е пълна със светлина и въздух.

## Предложени проекти
От десетилетия се предлага тунел с дължина 200 м в крайната част на улицата. Той ще следва трасето на улица „Париска“, между улиците „Грачаничка“ и „Узун Миркова“, като позволява теренното ниво да се превърне в плато с фонтан. Това разширение на улица „Кнез Михайлова“ ще създаде непрекъсната пешеходна зона от Теразие, Площада на Републиката и Двореца Албания до парка Калемегдан, Белградската крепост и реките. Това е предвидено от първата фаза на планираното белградско метро, 1973 — 1982 г.
Малко по-дълга версия, която ще премине от улица Грачаничка до паметника на Ригас Ферайос на улица Тадеуш Кошчушког, възстановена през 2012 г., във връзка с проекта за свързване на пристанището Савамала и крепостта. През март 2012 г. е обявено, че строителството ще започне до края на годината. Проектантите на версията от 70-те години на миналия век обаче са против изпълнението, тъй като смятат, че целият комплекс може да съществува само ако вече има функциониращи линии на метрото, които към 2018 г. все още не са изградени. Поради цената, общото спиране на строителството на метрото и постоянните промени в маршрутите му, проектът все още не е реализиран.